# Сангинов, Мехрубон
Мехрубон Махмудович Сангинов (род. 3 февраля 1996, Душанбе) — таджикский спортсмен, профессиональный боксер, победитель ряда международных турниров по боксу. Председатель федерации бокса города Душанбе с 2017 года. Заслуженный мастер спорта Республики Таджикистан по боксу.

## Биография
С 2011 года тренировался в Республиканской школе высшего спортивного мастерства под руководством заслуженного тренера Таджикистана по боксу, мастера спорта СССР Парвиза Ахмедова. Выступал за сборную Таджикистана по боксу в период 2011—2016 годов. Победитель и призёр многих турниров международного значения. Многократный чемпион республики Таджикистан. Начиная с 2016 боксирует на профессиональном уровне, преимущественно в США.
В сентябре 2017-го Мехрубон завоевал титул чемпиона мира по версии WBC Youth World Champion.
С 2017 года Мехрубон Сангинов — председатель Федерации бокса города Душанбе.
В январе 2021-го Мехрубон завоевал титул чемпиона WBA NABA в супер среднем весе. Летом в этом же году выиграл титул чемпиона WBA America continental в среднем весе.
С февраля 2021 года входит в топ 15 рейтинга WBA.